# Thebe (Grekland)

Grekland under klassisk tid,
Thebe mitt på kartan

Thebe (nygrekiska Θήβα Thiva, klassisk grekiska Θήβαι, latin Thebae) är en ort i Grekland, belägen nordväst om Aten, norr om bergskedjan Kithairon, som utgör gräns mellan Boiotien och Attika, vid den södra kanten av den boiotiska slätten. Dagens Thebe har 23 820 invånare (2001) och är den största orten i prefekturen Boiotien.

## Läge
Thebe är vackert beläget i en vattenrik, grönskande nejd på och invid några kullar, tillhörande en höjdsträckning, som skiljer Kopaisslätten från Asopos floddal. Stadsområdet torde i äldre tid ha varit inskränkt till den nordvästligaste och tillika största av dessa höjder, som bar namnet Kadmeia (högsta punkt 218 m ö.h.) och, sedan staden utvidgat sig även till de närliggande kullarna och det omgivande låglandet, bildade dess borg. På östra och västra sidan begränsades staden av de två små floderna Ismenos och Dirke. Nära den senare fanns en helig källa med samma namn, berömd för sitt klara och rikliga vatten.

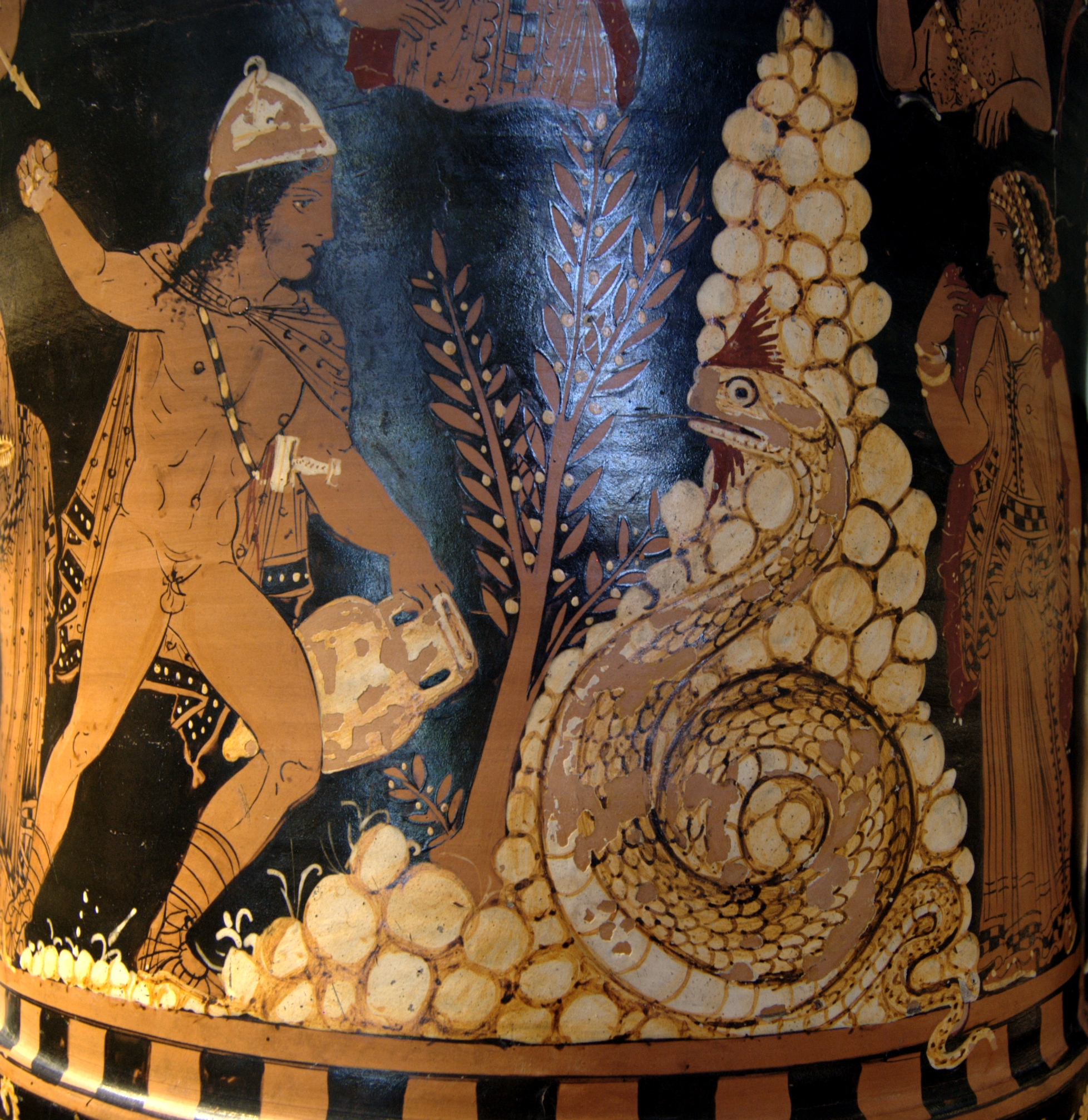
Kadmos besegrar draken, på en krater från Paestum

## Mytologi
Enligt sagan grundades Kadmeia, som är staden Thebes äldsta del, av feniciern Kadmos. Staden, som är långt äldre än den så kallade doriska vandringen, var vida berömd i sagorna. Inte mindre än fem stora sagokretsar knöt sig till staden: berättelsen om hur Kadmos sådde den dödade drakens tänder och hur det av dem växte upp beväpnade män, på grund av sin härkomst kallade spartoi ("såddmän"), den thebanska adelns stamfäder; berättelsen om hur Amfion med sin lyras toner förmådde stenarna att foga sig till murar åt Thebe och de därmed sammanhängande myterna om Zethos, Antiope och Dirke; berättelsen om Laios och hans efterkommande med den berömda tragiska berättelsen om Oidipus, "de sju mot Thebe" och om epigonerna; berättelsen om Dionysos ankomst och slutligen berättelsen om Herakles bedrifter.
Det berättas att epigonerna skulle ha förstört Thebe. Har en sådan förstöring verkligen ägt rum synes staden dock snart åter ha byggts upp, och det i förstorat skick, sannolikt av de i samband med den doriska vandringen inflyttade boioterna.

## Historia

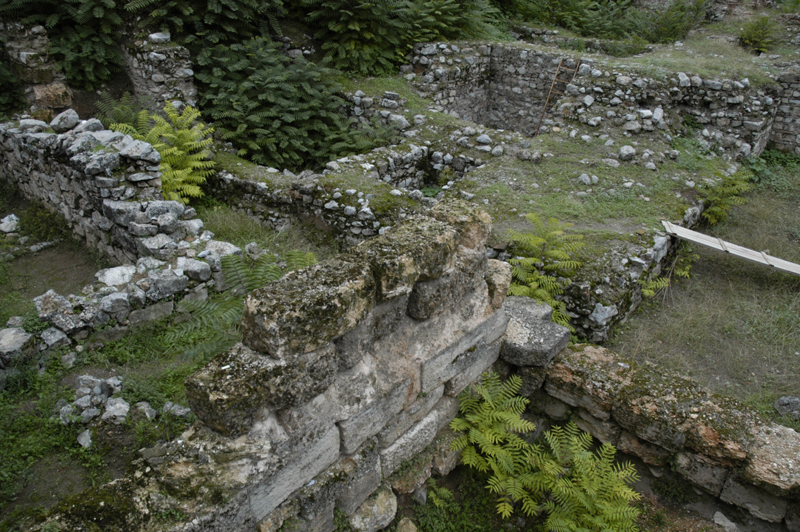
Ruiner av borgen på Kadmeia

### Antiken
Thebe var en stadsstat, och den största orten i Boiotien. Den intog på grund av detta den ledande ställningen inom de boiotiska städernas förbund, men stod ofta i spänt förhållande till dessa städer, särskilt Plataiai, emedan det strävade att lägga dem under sitt välde.

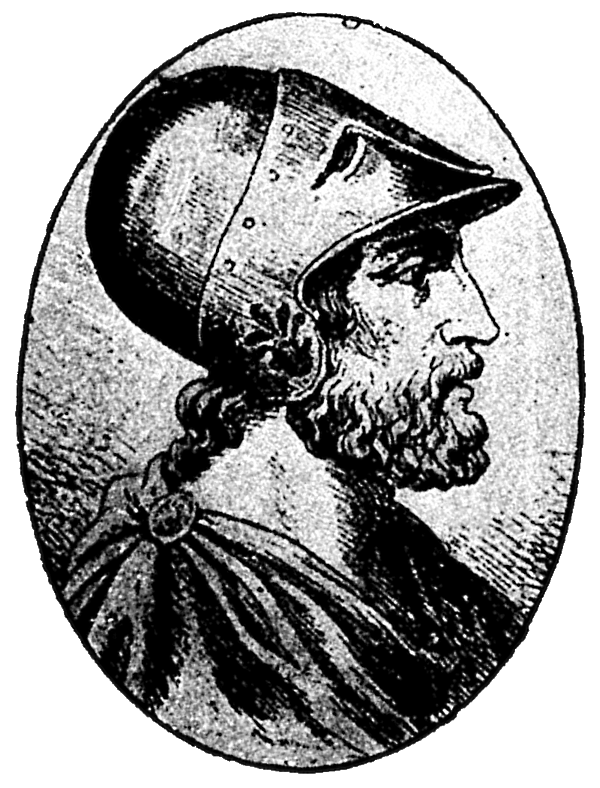
Epameinondas

Thebe i antikens Boiotien

Under historisk tid berättas den ha haft det betydliga omfånget av 43 stadier (omkring 9 km) eller med förstäderna 70 stadier (omkring 13 km). Dess ringmur ägde redan under mykensk tid sju portar, varför Thebe hos skalderna betecknas som "sjuportsstaden". Av Thebes äldre historia vet man i övrigt inget annat än att det styrdes av en jordägande aristokrati, som sammanhölls av stränga former för den fasta egendomens överflyttande. Mot slutet av 500-talet f.Kr. kom Thebe i fientlig beröring med Aten. Detta förhållande bidrog utan tvivel till stadens egendomliga hållning under perserkrigen. Medan de styrande sände en hjälptrupp på 700 man till Thermopylai, där den av Leonidas I tvingades att med honom hålla ut till slutet, gick de övriga thebanerna snart över till fienden och stred vid persernas sida i slaget vid Plataiai år 479 f.Kr. Förräderiet straffades genom förlusten av hegemonien över de boiotiska städerna, och Thebe måste utlämna ledarna för det persiska partiet, som dömdes till döden. Under det följande århundradet bestämdes Thebes utrikespolitik av de sällan vilande fientligheterna mot Aten och den därmed följande anslutningen till Sparta. Ett omslag vållades av spartanernas efter Atens besegrande alltmera framträdande övermod, vilket slutligen nådde sin spets, då den spartanske fältherren Foibidas år 382 f.Kr. överrumplade och besatte borgen Kadmeia. Under de krig som följde på detta, efter det att patrioten Pelopidas gjort uppror mot spartanernas styre, höjde Thebe sig, huvudsakligen genom Epameinondas ledning, till en icke anad storhet och blev för en kort tid den ledande staten i Grekland.
Olycksdigert för Thebe, liksom för hela Grekland, blev det s.k. "heliga kriget" mot Fokis mellan 357 och 346 f.Kr., i vilket thebanerna och deras bundsförvanter till sin hjälp kallade konung Filip II av Makedonien, som därigenom fick ett efterlängtat tillfälle att blanda sig i Greklands inre angelägenheter. För sent sökte de i förbund med atenarna att gottgöra det begångna felsteget, men blev slagna av Filip vid Chaironeia år 338 f.Kr. och måste mottaga en makedonisk besättning. Då de efter Filips död gjorde uppror, erövrades staden år 335 f.Kr. av Alexander den store och förstördes i grunden, varvid endast templen och det hus, som en gång bebotts av skalden Pindaros, skonades. Tjugo år senare återuppbyggdes staden genom Kassandros försorg, men återvann aldrig sitt forna välstånd. De romerska makthavarna, såsom Lucius Mummius och Sulla, behandlade Thebe strängt. Strabon omtalar den såsom sjunken till en by. På resebeskrivaren Pausanias tid, omkring 170 f.Kr., var endast Kadmeia bebott.

### Medeltiden
Från 900-talet blev Thebe medelpunkt för den uppblomstrande grekiska silkeshandeln. Särskilt berömt var dess purpursiden. 1147 plundrades staden av normanderna, men reste sig åter. Sedan det latinska kejsardömet upprättats i Konstantinopel år 1204 intogs Thebe först av Peloponnesos "arkont" Leon Sguros, sedan av frankerna. Det berodde sedan dels av hertigarna av Aten, dels av "herrarna av S:t Omer", som där byggde ett präktigt slott. Slottet förstördes 1311 av det katalanska kompaniet, och nu kvarstår endast ett frankiskt torn.

### Modern tid
Thebe sjönk under det turkiska väldet till en by, som först i modern tid kunnat höja sig, även om det drabbades av kraftiga jordbävningar 1853 och 1893. Staden, som i början av 1900-talet nästan uteslutande låg på Kadmeia, hade då omkring 4 000 invånare.

## Fornlämningar och utgrävningar
Av ruiner finns mycket lite kvar i Thebe. Kvarlevorna av kabirernas tempel, ett stycke utanför staden åt Thespiai till, har grävts ut av Tyska arkeologiska institutet. Var de sju berömda portarna var belägna är osäkert.